# Cuberdon
Cuberdon je belgická cukrovinka ve tvaru kužele. V nizozemštině se nazývá neus (nos), Gentse neus (Gentský nos) nebo neuzeke (nosík). Francouzi pro ni mají název chapeau-de-curé nebo chapeau-de-prêtre (kněžský klobouk).
Povrch cukrovinky je z arabské gumy obvykle fialové barvy, uvnitř je měkčí želatinová náplň, nejčastěji s chutí malin. Asi po třech týdnech začne cukr krystalizovat, poměrně krátká trvanlivost je důvodem, proč se cuberdony z Belgie nevyváží.

## Externí odkazy

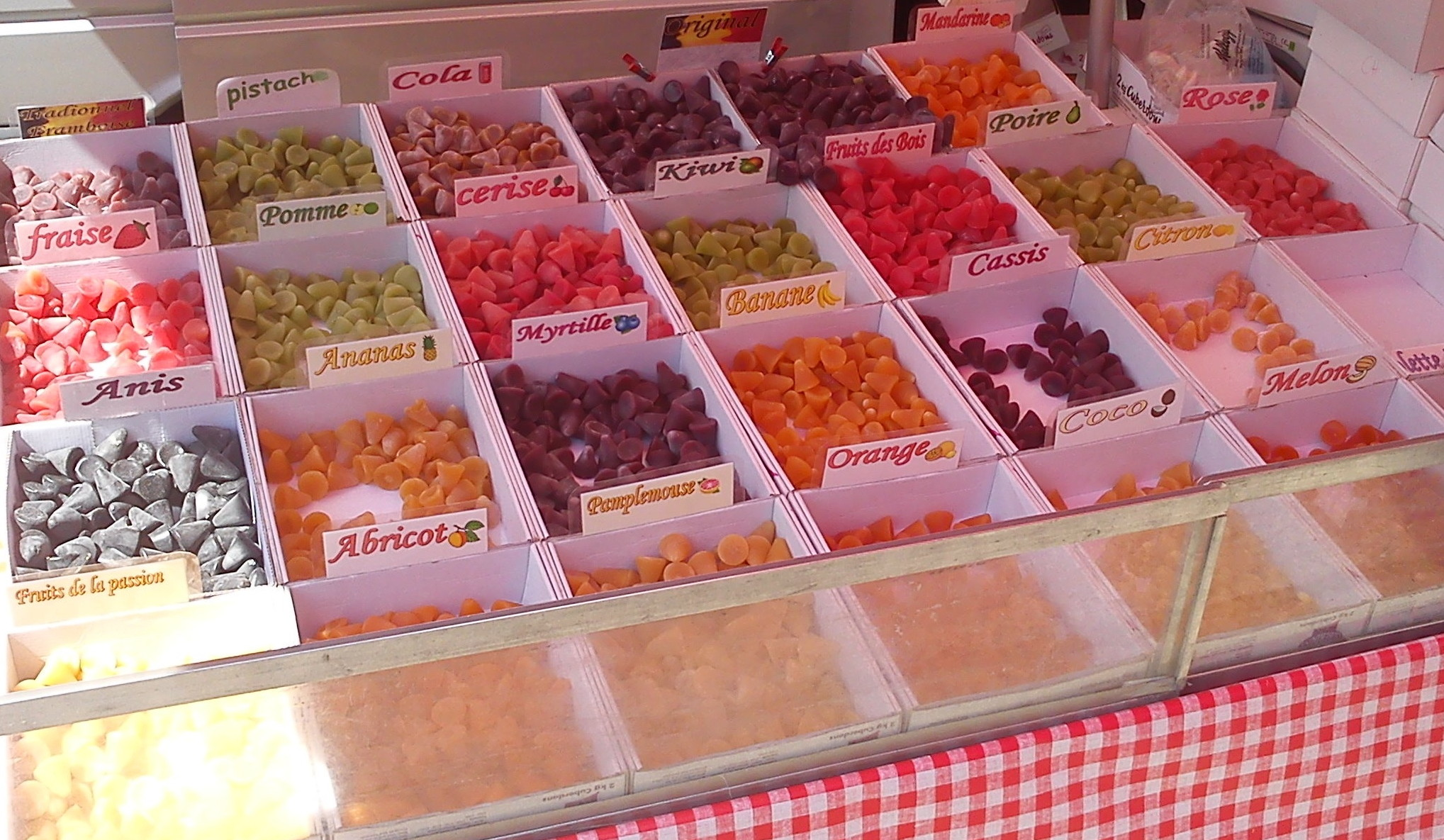
Cuberdony se vyrábí v mnoha chuťových a barevných variantách